# 秋葉神社・三座稲荷
秋葉神社（あきばじんじゃ）と三座稲荷（さんざいなり）は、埼玉県飯能市稲荷町にある神社。隣接して存在するため、ここでは併せて説明する。なお、両社とも明治時代の神社合祀で久下稲荷神社に合祀されており、宗教法人ではない。

## 秋葉神社
火伏せの神として信仰されている。『新編武蔵風土記稿』の「飯能縄市之図」では現在の旧飯能市立図書館（仲町28番1号）の位置に見られ、市神でもあった可能性がある。
『武蔵国郡村誌』の久下分村の項には「秋葉社　平社々地東西九間四分南北十一間面積百三坪四合村の西方にあり火産霊命金山彦命を合祭す祭日九月十八日」とある。旧社格は村社であったが、1908年（明治41年）、3つの稲荷神社と共に久下稲荷神社に合祀された。合祀社は当社のみが現存しているとされる。1952年（昭和27年）に現在地の三座稲荷の隣に移転した。
境内には寛政元年（1780年）に寄進された燈籠、寛政8年（1796年）に奉献された手洗石がある。12月上旬に秋葉神社祈願祭が行われている。

### 絵馬
赤色の天狗、青色の烏天狗が描かれた向かい天狗の絵馬がある。火防けの願かけとしてあげたもの。

## 三座稲荷
入子稲荷、三丁目稲荷、三座宮稲荷とも称される。社名は祭神が稲荷神・太郎神・次郎神の三体あることに由来する。『飯能郷土史』によれば、源義家が後三年の役の戦死者を祀った伊豆大明神の分霊を祀り、明治初年に太郎神・次郎神を合祀して三座稲荷と言うようになった。小谷野寛一の『民俗茶ばなし』によれば、明治時代に勧請され、伊豆大明神・太郎神・次郎神が祀られていると言われている。『続々民俗茶ばなし』によれば、祭神は倉稲魂だとされる。
ともに現在の飯能市稲荷町にあるこの神社と久下稲荷神社について、『新編武蔵風土記稿』の久下分村の項には「稲荷社　飯能村能仁寺持」と「稲荷社　村民の持」と記載されているが、どちらがこの神社であるのかは不明である。
『武蔵国郡村誌』の久下分村の項には「保食命を祭る祭日二月十一日」の稲荷社が村の東方に一社、南方に二社ある。かつては境内が広く、近くに1921年（大正10年）頃に指定地となった婦美町と呼ばれる歓楽街が栄え、花柳界の人々に信仰されたといわれている。
境内には囃子保存会「三丁目共鳴会」の山車倉庫がある。2月11日に三座稲荷神社初午祈願祭が行われている。

### 絵馬
対面狐の絵馬がある。商売繁盛・生業繁栄を祈願してあげたもの。